# Zdravko Kobe
Zdravko Kobe, slovenski filozof in prevajalec * 1966.
Deluje kot redni profesor na Filozofski fakulteti v Ljubljani in se ukvarja s transcendentalnim idealizmom, spekulativnim idealizmom, filozofijo razsvetljenstva in politično filozofijo. Večina njegovih del je posvečenih nemškima filozofoma Kantu in Heglu. Objavil je znanstvene monografije Kanta.

## Življenje in izobrazba
Zdravko Kobe je leta 1990 diplomiral iz smeri A- filozofija in B- sociologija kulture na Filozofski fakulteti Univerze Ljubljana. S tem je dobil naziv profesorja filozofije. Leta 1993 je opravil magisterij in postal magister znanosti. Naslov njegovega magistrskega dela je Sodobna filozofska diskusija v luči določenih kategorij Heglove Logike. Leta 1997 je dobil naziv doktor znanosti, ko je na Filozofski fakulteti Univerze v Ljubljani naredil doktorsko disertacijo z delom Predkritični Kant. Od 1. 12. 1997 je izredni profesor in višji znanstveni sodelavec na ljubljanski Filozofski fakulteti. Dr. Kobe govori pet tujih jezikov, in sicer angleško, nemško, francosko, italijansko in latinsko. Leta 2020 je prejel Sovretovo nagrado.

## Delo
Področje, na katerem je Kobe aktiven, je nemška klasična filozofija, konkretneje na področjih spekulativnega idealizma, politične filozofije, filozofije razsvetljenstva ter področja transcendentalnega idealizma. Večina njegovih del je posvečenih Kantu in Heglu. Prevedel je veliko njunih del, uredil in zbral posamezna besedila ter je avtor različnih del o klasični nemški filozofiji. Med drugim je pripravil štiri samostojne monografije o Immanuelu Kantu, kjer je razvil dosledno tolmačenje kritične filozofije na ravni sodobne filozofske razprave. Poleg tega je prevedel naslednja filozofska dela: Znanost logike, Kritika čistega uma in Oris filozofije pravice. Poleg tega je tudi sam avtor številnih strokovnih člankov, kot na primer Dovršitev nihilizma pri Heglu, Država in javno mnenje o Heglu, Kant in njegova gesta,… V svojih člankih Kaj je filozofska fakulteta? in Kaj pomeni: biti naiven v filozofiji? piše o filozofiji na splošno in položaju te vede v svetu. Prav tako Kobe izdaja tudi članke v nemščini kot na primer Das Problem des inneren Sinnes : Das Innere, das Äussere, und die Apperzeption in angleščini, kot je na primer Foucault's neoliberal post-Marxism. Večina njegovih člankov je prosto dostopnih na spletnem portalu Digitalne knjižnice Slovenije. Napisal je kar 34 izvirnih znanstvenih člankov, 5 znanstvenih monografij, dvaindvajsetkrat nastopal v vlogi urednika, bil mentor doktorskih disertacij in magistrskih del, imel organizirane dogodke na radiju in različna predavanja. V vlogi prevajalca je nastopil kar triintridesetkrat. Je tudi avtor slovenskega prevoda Heglove Znanosti logike.
Leta 2010 je izšlo delo Predkritični spisi, katerega avtor je sicer Kant sam, vendar je bil prav Kobe tisti, ki je zaslužen za to izdajo. Skupaj z Radom Riho je delo uredil, izbral besedila in prevedel v sodelovanju s Samom Tomšičem. Bil je tudi avtor uvodne študije. Knjiga prinaša besedila, ki nam predstavljajo »Kantovo pot h Kantu«, torej raznolik splet tem in problemov, ki je Kanta pripeljal na prag njegovega »kopernikanskega obrata« v filozofiji. Večina besedil je prvič prevedena v slovenščino, v njih bralec odkrije Kanta, ki se ukvarja tako s tradicionalnimi metafizičnimi problemi kakor tudi s presenetljivo teorijo psihoz in njegovo zgodnje obravnavanje moralnih in estetskih vprašanj.
Leta 2016 je v svojem intervjuju z Mladino govoril o neoliberalizmu, položaju demokracije v današnjem času in svojih pogledih na svobodo. Svoboda je za Kobeta zelo kompleksen pojem, saj ni čisto navdušen nad idejo opredeljevanja svobode kot svobodo izbire. Pravi, da smo svobodni le toliko, kolikor se naša dejanja ne podrejajo samo naravni nujnosti, temveč so obenem tudi izraz nujnosti uma. Zanj smo svobodni toliko, kolikor lahko svoja dejanja upravičimo z razlogom. Na vprašanje, če je neoliberalizem pojem, ki najbolje opisuje današnji čas, je odgovoril, da mu ta pojem ni najbolj všeč. Pravi, da živimo danes v časih avtokratskega neoliberalnega kapitalizma

### Automaton transcendentale. 1, Kantova pot h Kantu
Znanstvena monografija, izdana leta 1995, predstavlja prvi od treh delov razprave pod skupnim naslovom Automaton transcendentale. V knjigi je predstavljena zgodba o dolgotrajnem in muke polnem nastajanju sistema, ki je znan kot transcendentalni idealizem.

### Automaton transcendentale II. kritika čistega uma
Znanstvena monografija dr. Zdravka Kobeta je izšla leta 2001. Knjiga vsebuje navodila za uporabo, kjer piše, da je knjigo možno brati na več načinov. Lahko je brana kot drugi del razprave o Kantovi teoretični filozofiji in tvori nadaljevanje Kantone knjige Kritika čistega uma. Ta knjiga naj bi bila dopolnilo, ki naj bi povedalo, kakšen je končen izid Kantovih prizadevanj. Drugi način branja predstavlja samostojen poskus analize Kritike čistega uma, kot kritični komentar. Knjiga vsebuje pozitivni del Kantove utemeljitve možnosti spoznanja, ki obsega transcendentalno estetiko in analitiko. Piše tudi o osnovni ločnici med estetiko in logiko, od katerih obravnava principe čutnosti kot nižje spoznavne zmožnosti in druge principe razuma oziroma uma kot višje spoznavne zmožnosti. Analitika se deli naprej na logiko in dialektiko. Podana je analiza pozitivne utemeljitve spoznanja s posebnim poudarkom na transcendentalni dedukciji kategorij.

### Automaton transcendentale. 3, Kantova teorija subjekta
Znanstvena monografija, ki je izšla leta 2014, je tretji del razprave pod skupnim naslovom Automaton transcendentale. Po uvodu v knjigi je razvidno, da lahko knjigo beremo kot samostojno razpravo o Kantovem subjektu spoznanja – od razmerja med notranjim in zunanjim čutom, med čisto in empirično apercepcijo vse do vprašanja svobode in ontološkega statusa subjekta izkustev. Prikaz se začne kot historična študija o avtorjevem stališču pred oblikovanjem Kritike čistega uma.

## Dela
- Automaton transcendentale. 1, Kantova pot h Kantu, (1995). ISBN 961-90244-1-9. [COBISS.SI-ID 56092416]
- Automaton transcendentale II, Kritika čistega uma. (2001). ISBN 961-6376-09-8. [COBISS.SI-ID 115883520]
- Automaton transcendentale. 3, Kantova teorija subjekta. (2014). ISBN 978-961-6376-63-1. [COBISS.SI-ID 277066752]
- Tri študije o Kantovi praktični filozofiji. (2008). ISBN 978-961-6376-39-6. [COBISS.SI-ID 242292736]
- ŽIŽEK, S., KOBE, Z., idr. Beseda, dejanje, svoboda, (Problemi-Razprave, 1990, 1-2), (Filozofija skoz[!] psihoanalizo, 5),(1990). [COBISS.SI-ID 20201216]
- ŠIMENC, M., KOBE, Z.,idr. Filozofija, Posodobitve pouka v gimnazijski praksi, (Posodobitve pouka v gimnazijski praksi).(2011). ISBN 978-961-234-938-7. [COBISS.SI-ID 255116032]

## Dosežki
Je urednik in prevajalec za založbi Krtina in Analecta. Za prevod Kritike čistega uma je leta 2020 prejel posebno nagrado za prevajanje humanistike v okviru Sovretovih nagrad.